# 차노카이트

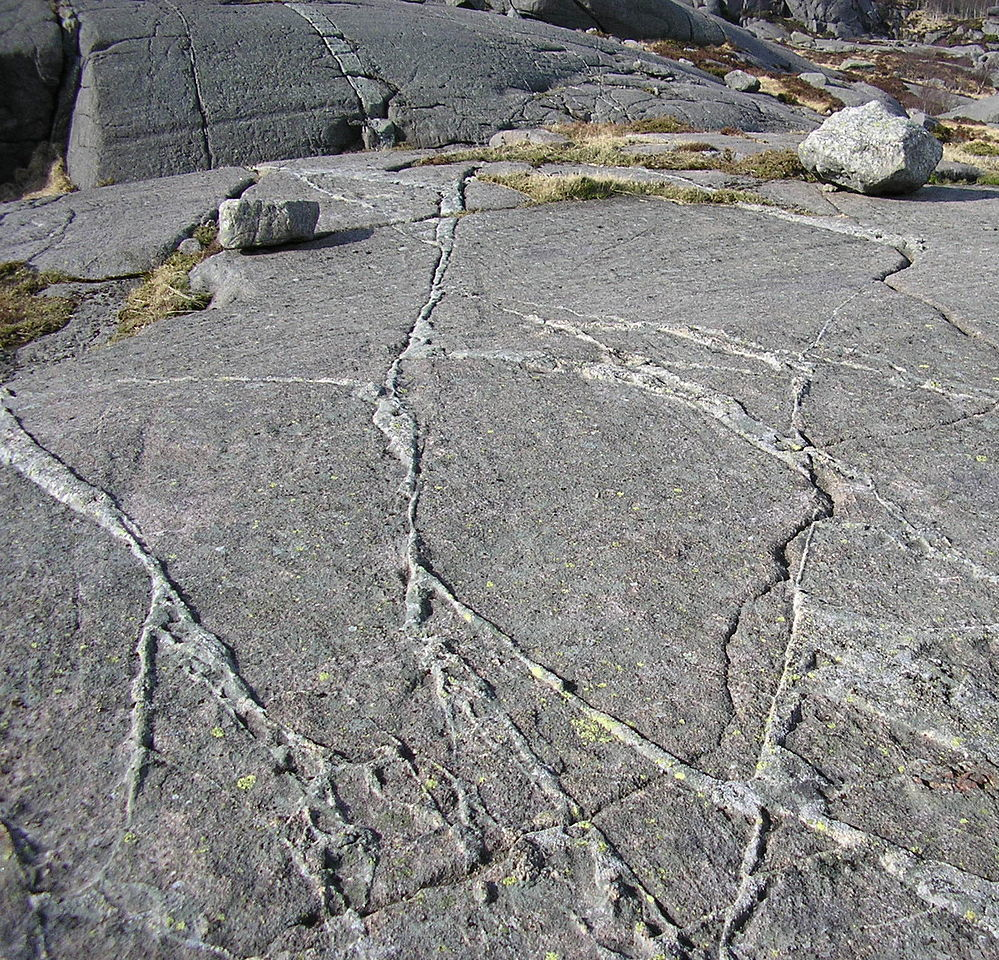
회장암을 절단하고 있는 차노카이트 맥. 로갈란드, 노르웨이

차노카이트(Charnockite,  /ˈtʃɑːrnəkaɪt/)는 사방휘석을 포함하고 있는 석영-장석질 암석들을 가리키는 이름으로 주로 석영과 장석의 퍼싸이트·안티퍼싸이트, 그리고 고온고압에서 형성된 사방휘석(주로 하이퍼씬)으로 조성되여있다. 흔히 백립암상 변성상에서 발견되고 있다.

## 차노카이트 계열
차노카이트 계열(Charnockite suite or series)는 광범위한 형태의 Granofels이다. Granofels는 고온고압에서 생성된 엽리를 가지지 않는 암석들이다. 이러한 조성은  오로지 지각 심부에서 지구조적 힘을 받아 만들어진다. 즉 접촉변성작용이 아닌 광역변성작용의 산물이다. 보통 화강암 계열의 암석이 변성받아 만들어지나 가끔 엽암을 모암으로 할 때도 있다. 인도, 스리랑카, 마다가스카르, 그리고 아프리카 대륙에 널리 분포하고 있다. 명명자는 T.H. 홀란드로 1893년에 캘커타 시를 창건한 좁 차녹의 묘비를 만든 돌인 것에서 그 이름이 유래하였다.

## 구성
차노카이트 계열은 여러 다양한 종류의 암석을 포함하는데 어떤 것은 석영과 미사장석이 풍부한 규장질이고 어떤 것은 휘석과 감람석이 많이 들어있는 고철질 암석이기도 하다. 차노카이트 계열에서 나타나는 특징으로는 다색성이 강하게 나타나는 붉거나 녹색의 하이퍼씬이 들어있다는 것이다.

## 사진

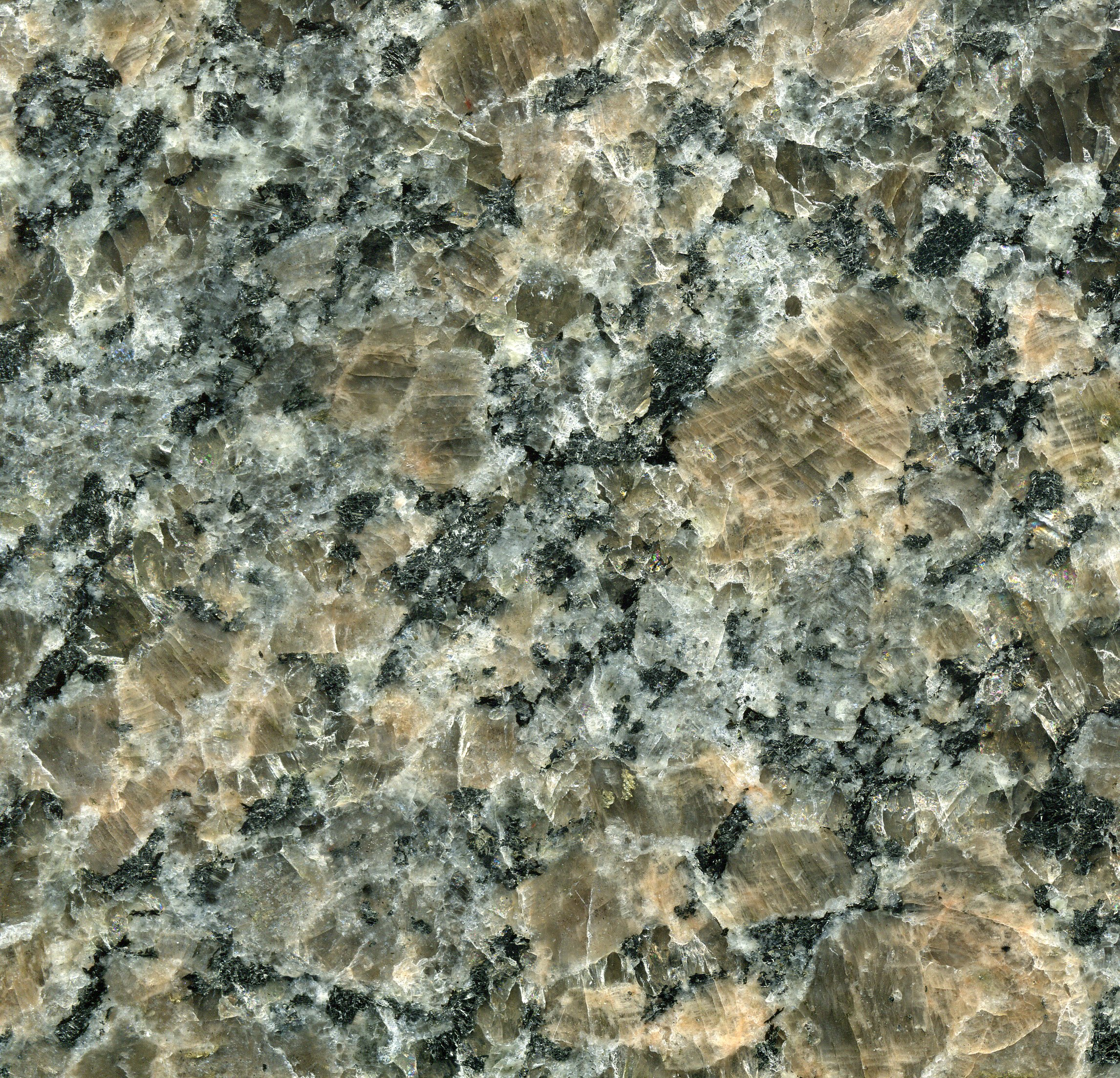
남부 퀘벡의 차노카이트(반정질 석영 맹거라이트)
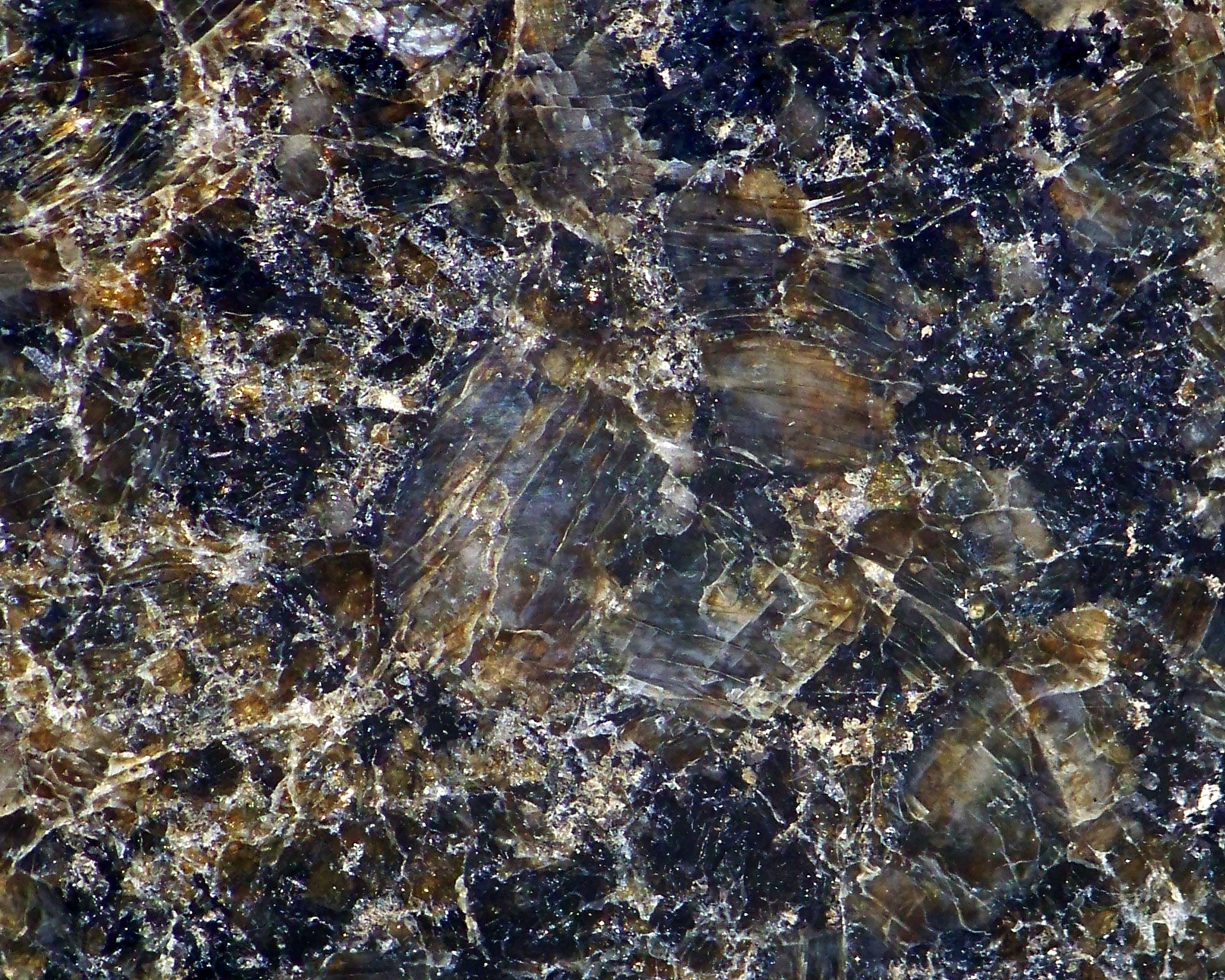
스웨덴 바르케르크의 차노카이트
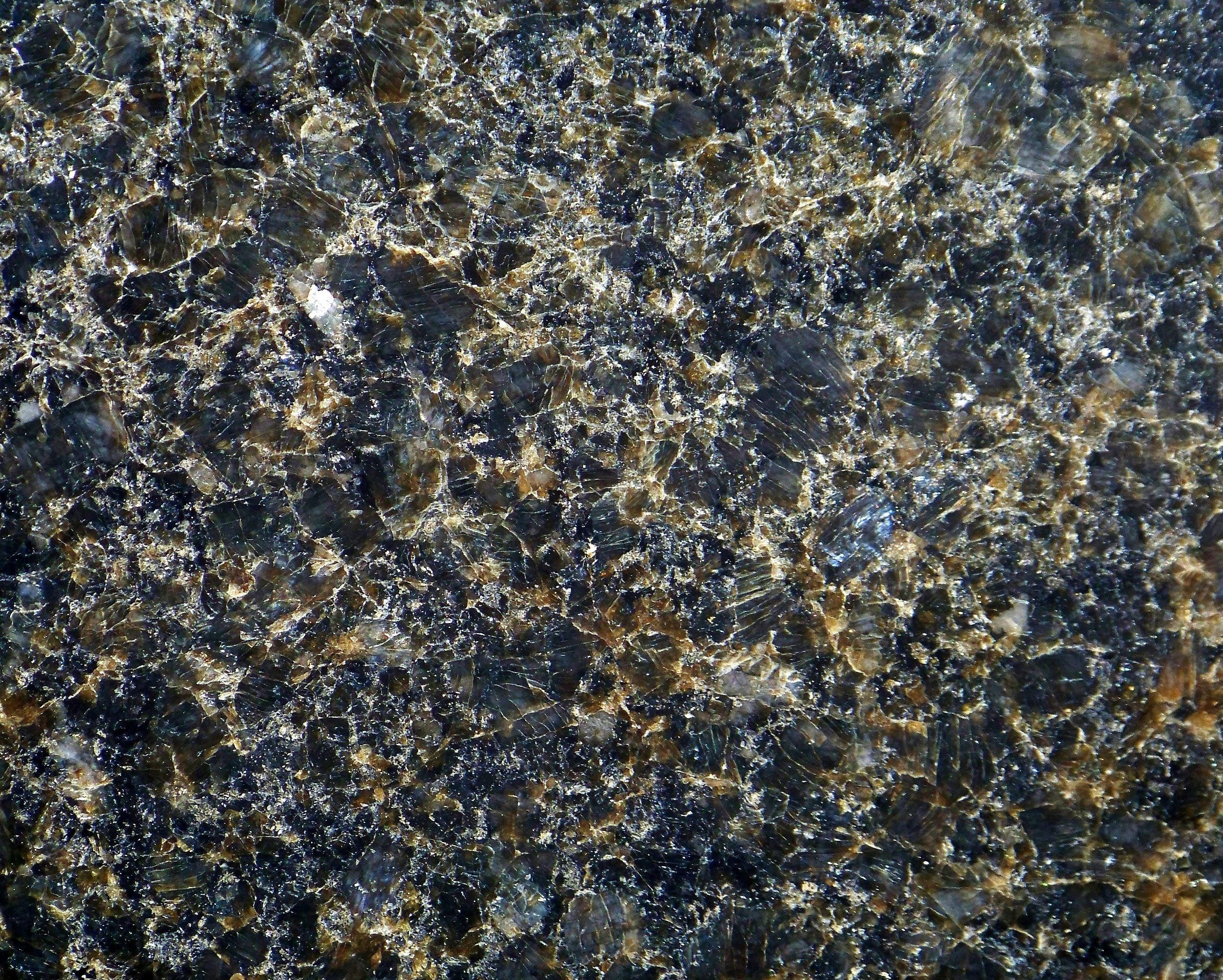
스웨덴 바르케르크의 차노카이트

## 지질학

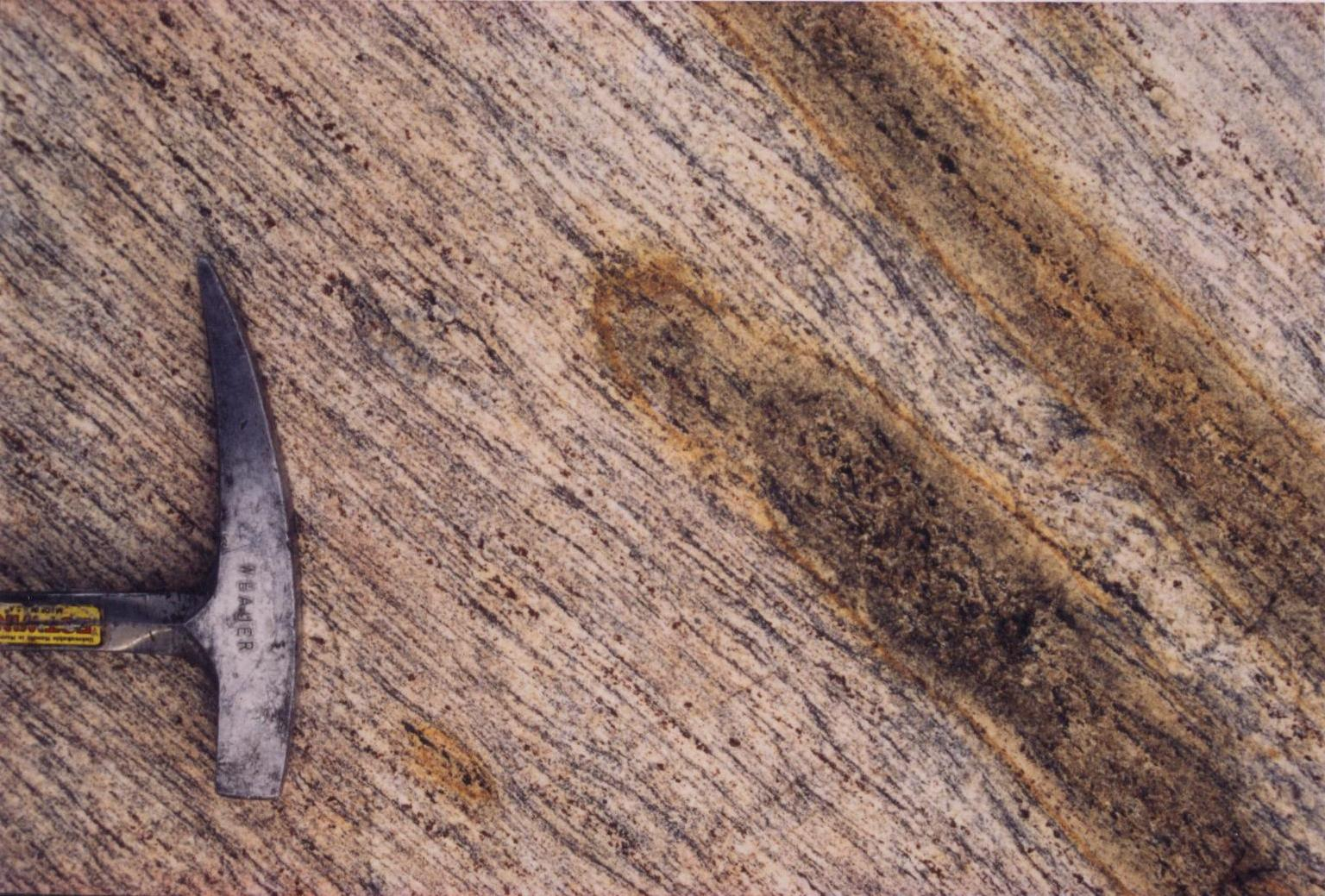
차노카이트. 퀸모드랜드,남극대륙

과거에는 모든 차노카이트들이 화성작용에 의해 만든 것으로 생각되였으나 지금은 많은 차노카이트들이 변성에 의해 만들어졌다는 것이 알려져있다. 그 이유는 높은 온도와 압력에서도 모암이 녹지 않았기 때문이다. 하지만 몇몇 함사방휘석화강암들은 뚜렷한 화성암이라는 증거가 있는데 이들도 역시 차노카이트의 정의에 맞아떨어진다. 이러한 암석들의 많은 광물들은 견포석되여있으며 이들은 극소량의 판상 또는 주상의 포유물을 가지고 있는데 이 포유물들은 특정 결정학적 면이나 축을 따라 정렬되여있다. 이러한 포유물들의 면에서 반사되는 빛은 조성광물들에게 특이한 형상을 나타내게하는데 예를 들자면 석영의 경우 푸른 오팔색으로 빛나게 하고 장석의 경우 우유빛으로 희미하게 빛나게 한다. 하이퍼씬은 청동빛으로 빛난다.

## 분포
차노카이트는 남반구에 많이 분포하고 있다. 그리고 노르웨이, 프랑스, 스웨덴, 독일, 스코틀랜드, 북미에도 존재하는데 보통 이 지역들에서는 휘석백립암이나 휘석편마암, 회장암 등으로 기재되여있다. 보통 원생대의 것들이다.

한국에서는 지리산 지역에서 나타나고 있다.
인도에서는 이 암석들이 니기리 언덕, 셰바로이, 빌리기리랑간 언덕 그리고 서고츠산맥 지역을 형성하고 있고 서쪽으로 카냐쿠마리까지 뻗어있으며 스리랑카에서도 나타난다.
그린 우바투바라고 불리는 상업적 용도의 암석은 브라질에서 발견되고 있다.